# Spark SRT05e
Spark SRT05e, также Spark Gen2 или просто Gen2 (также Gen2 Evo для обновленной версии) — электромобиль с открытыми колесами, разработанный для чемпионата Формула Е. Автомобиль является вторым поколением шасси чемпионата, преемником Spark-Renault SRT01E, построен также компанией Spark Racing Technology при содействии Dallara, и является базовым автомобилем, который используют команды и производители, начиная с сезона 2018-19. Автомобиль оснащен новой аккумуляторной батареей ёмкостью 54 кВт·ч, производства McLaren Applied Technologies, а также системой защиты «Halo», и он является первым автомобилем Формулы-E, способным преодолеть всю гоночную дистанцию. Использовался на протяжении четырёх сезонов. Начиная с сезона 2022—23 был заменён автомобилем третьего поколения.

## Разработка
28 сентября 2016 года компания McLaren Applied Technologies объявила, что выиграла тендер на эксклюзивную поставку батарей для Gen2.
9 января 2017 года было объявлено, что компания Spark Racing Technology выиграла тендер на поставку шасси для второго поколения.
В сентябре-октябре 2017 года были проведены серии пробных заездов для оценки характеристик.
1 декабря 2017 года FIA объявила, что Michelin останется поставщиком шин вплоть до 2021 года.
6 марта 2018 года президент FIA Жан Тодт и руководитель серии Формула-E Алехандро Агаг представили SRT05e на международном женевском автосалоне.
Первые закрытые тесты производителей прошли 28-30 марта 2018 года на трассе «Монтебланко» в Испании. А на тестах в Валенсии 16 — 19 октября 2018 автомобили впервые были продемонстрированы широкой общественности.
Всего перед сезоном 2018/2019 было изготовлено и продано командам-участникам 22 шасси с полным комплектом запчастей и еще два болида были изготовлены для рекламных кампаний гоночной серии. Стоимость болида оценивается в 817 300 евро. В эту стоимость входит: 200 000 евро за батарею, 299 600 евро за шасси, 12 700 евро за систему «Halo», 250 000 евро за силовую установку и 55 000 евро — административный сбор.
Гоночный дебют шасси состоялся на гонке в Эд-Диръие в Саудовской Аравии 15 декабря 2018 года. Гонку выиграл Антониу Феликс да Кошта, пилот команды BMW I Andretti Motorsport.

## Обновление
Так как автомобиль Gen2 оказался гораздо крепче своего предшественника, это позволило гонщикам более агрессивно вести себя на трассах. Поэтому было объявлено, что будет разработана новая передняя часть, которая будет более хрупкой, и это должно уменьшить количество контактной борьбы во время гонки.
4 февраля 2020 года организаторы чемпионата представили обновленную версию автомобиля. Она получила название Gen2 Evo. Новая версия лишилась колёсных арок и получила передние и задние антикрылья новой формы. Кроме того, переднее антикрыло стало более хрупким. Изначально предполагалось, что новая версия дебютирует в сезоне 2020/2021, но из-за пандемии COVID-19 дебют был отложен на сезон 2021/2022 ради уменьшения затрат команд-участников, а в дальнейшем окончательно отменен.

## Технические характеристики
- Длина: 5160 мм
- Ширина: 1770 мм
- Высота: 1505 мм
- Колесная база: 3100 мм
- Передняя колея: 1553 мм
- Задняя колея: 1505 мм
- Клиренс: 75 мм (максимальный)
- Минимальная масса вместе с пилотом: 900 кг
- Масса батареи: 385 кг
- Колёса: 18-дюймовые диски, все используют одинаковые шины типа полуслик от компании Michelin
- Ширина передних колёс: 260 мм
- Диаметр передних колёс: 650 мм
- Ширина задних колёс: 305 мм
- Диаметр задних колёс: 690 мм
- Тормоза: комплекты от компании Brembo; карбоновые диски и колодки 278 мм передние и 263 мм задние с суппортами и тандемными цилиндрами. Система brake-by-wire для передних тормозов.
- Максимальная мощность: 250 кВт (335 л. с.)
- Мощность в гоночном режиме: 200 кВт (270 л. с.); 220 кВт (300 л. с.) в сезоне 2021-22
- Мощность в режиме атаки: 235 кВт (320 л. с.); 250 кВт (335 л. с.) в сезоне 2021-22
- Максимальная регенерируемая мощность: 250 кВт
- Максимальная скорость: 280 км/ч
- Разгон от 0 до 100 км/ч: 2,8 с